# Cloudcroft (Sternwarte)

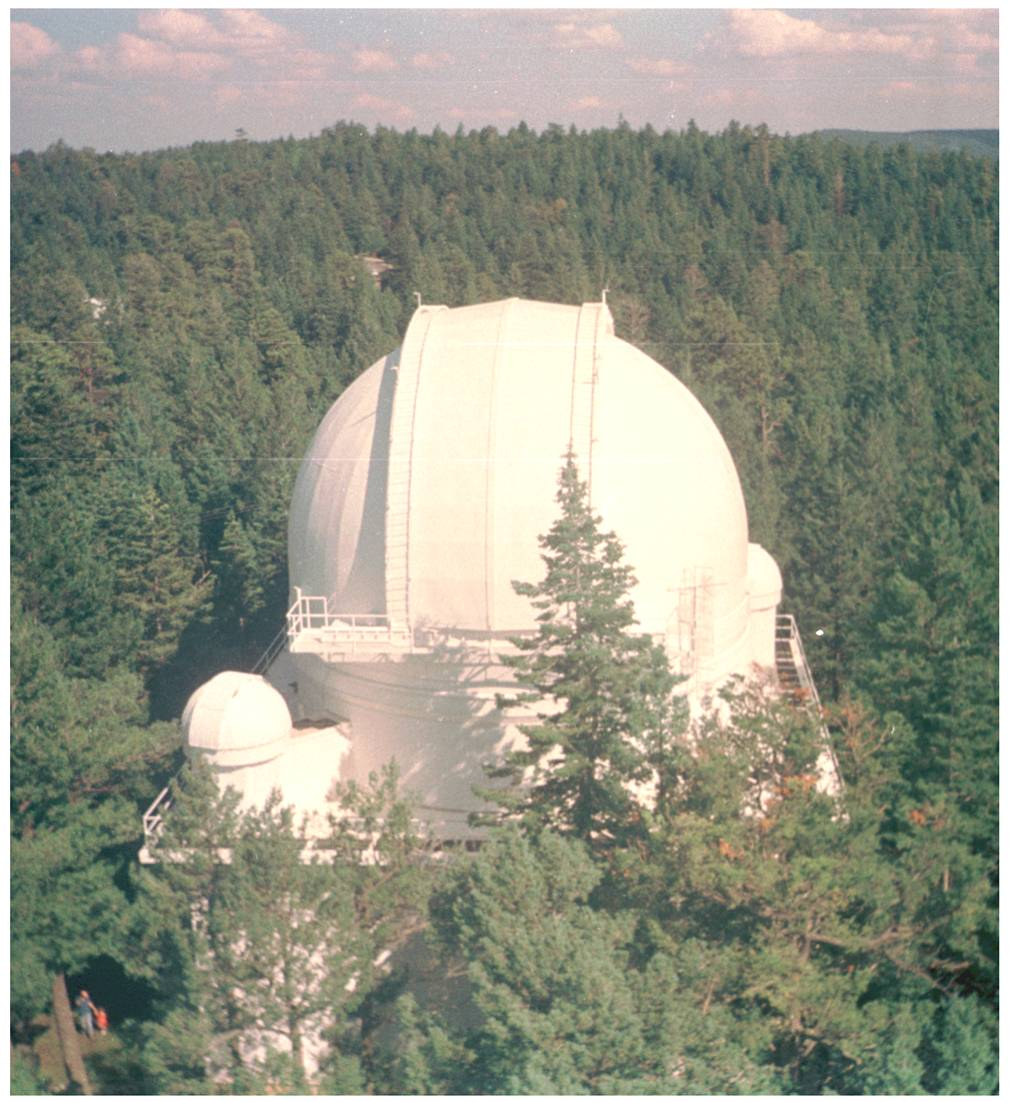
Gebäude der Sternwarte im Lincoln National Forest in 2751 m Höhe

Cloudcroft ist eine Sternwarte in der Nähe der Stadt Cloudcroft im US-Bundesstaat New Mexico. Die um 1962 errichtete Sternwarte wurde seitdem von verschiedenen Organisationen unter jeweils anderem Namen mit unterschiedlichen Teleskopen und Zielen betrieben.

## Geschichte

### Cloudcroft Electro-Optical Research Facility
Gegründet wurde das Observatorium, das auch als Cloudcroft Observatory bezeichnet wurde, 1962 von der U.S. Air Force, wurde in der Folge vom Air Force Avionics Laboratory (AFAL) betrieben bis 1982 genutzt. Das Electro-Optical Surveillance Telescope (EOST) wurde ab 1964 betrieben, ein 1,22-m-Newton-Teleskop mit einer dreiachsigen Azimuth-elevation-azimuth-Montierung. AFAL führte dort ein Space Object Identification (SOI) bis 1975 durch. Danach wurde die Einrichtung dem USAF Space and Missile Systems Organization (SAMSO) übergeben, hauptsächlich um Zeitvariationen von planetarischen Objekten und Sternen zu untersuchen und blieb bis 1982 in Betrieb. Ende der 1980er-Jahre wurde das Teleskop zum Table Mountain Observatory des Jet Propulsion Laboratory verlegt.

### NASA Orbital Debris Observatory

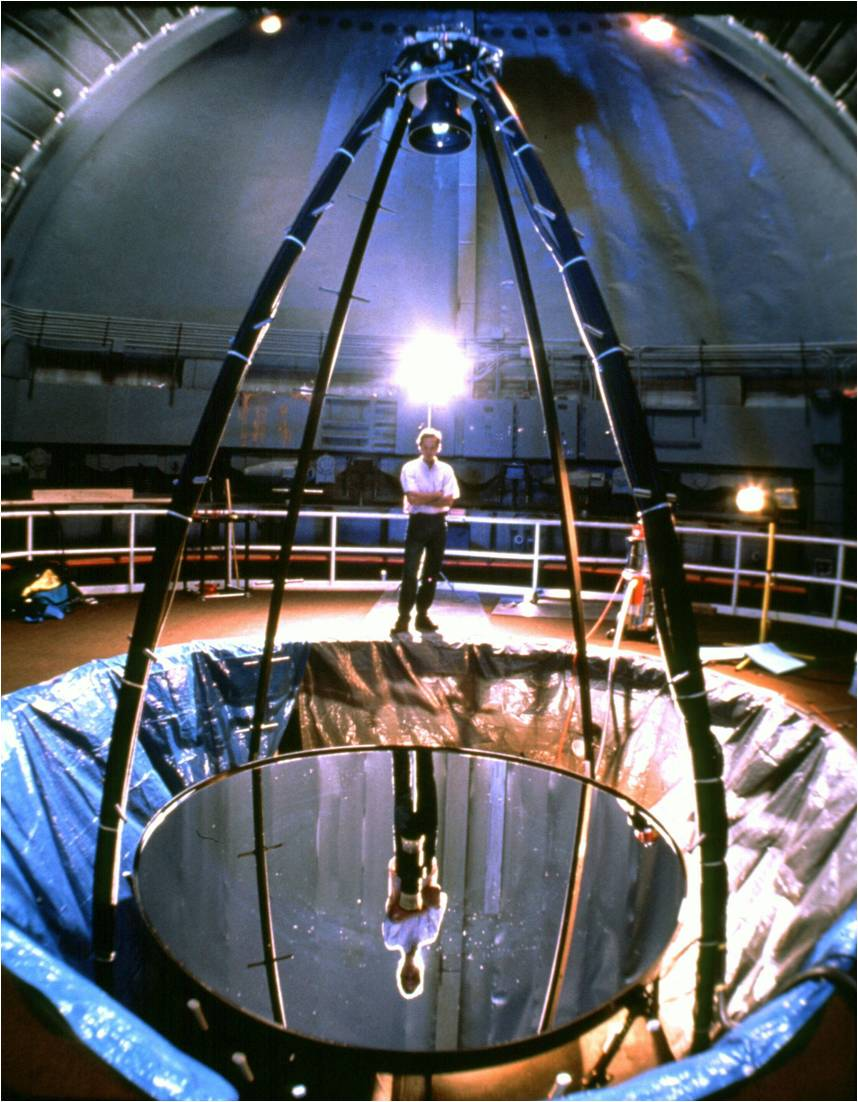
3-m-Flüssigspiegelteleskop. Flüssiges Quecksilber befindet sich in einer Schale, die sich mit zehn Umdrehungen pro Minute dreht, und bildet durch Wechselwirkung von Schwerkraft und Zentrifugalkraft einen zum Zenit gerichteten Spiegel in Parabolidform.

Von 1995 bis 2002 übernahm die NASA die Sternwarte und stattete sie mit einem 3-m-Flüssigspiegelteleskop aus, um damit nach Weltraumschrott zu suchen. Damit einher ging eine Umbenennung zu NASA Orbital Debris Observatory. Mit einer Reihe von Schmalbandfiltern wurden zudem Galaxien mit moderater kosmologischer Rotverschiebung im Sichtfeld des Teleskops untersucht. Teile des Teleskops wurden später im Large Zenith Telescope weiterverwendet. Die Suche nach Weltraumschrott wird von der NASA anderweitig fortgesetzt, beispielsweise mit dem 1,3-m-MCAT auf dem Kwajalein-Atoll und dem Curtis Schmidt-Teleskop im Cerro Tololo Inter-American Observatory.
Das Observatorium verfügte von 1997 bis 2001 über eine 32-cm-Schmidt-Kamera, die ebenfalls zur Beobachtung von Weltraumschrott eingesetzt wurde.

### Cloudcroft Facility
Danach wurde die Einrichtung von der in Privatbesitz befindlichen Tzec Maun Foundation übernommen. Im Hauptgebäude ist ein 1-m-Ritchey-Chrétien-Teleskop untergebracht.